# Шемшево (община Йегуновце)
 Тази статия е за селото в Северна Македония.  За селото в България вижте Шемшево.  
Шемшево (на македонска литературна норма: Шемшево; на албански: Shemsheva, Шемшева) е село в Северна Македония, в община Йегуновце.

## География
Селото е разположено в областта Долни Полог на левия бряг на Вардар.

## История
В османски данъчни регистри на немюсюлманското население от вилаета Калканделен от 1626-1627 година е отбелязано село Шемшова с 50 джизие ханета (домакинства).
В края на XIX век Шемшево е предимно албанско село в Тетовска каза на Османската империя. Според статистиката на Васил Кънчов („Македония. Етнография и статистика“) в 1900 година Шемшево има 60 жители българи християни и 154 арнаути мохамедани.
Според патриаршеския митрополит Фирмилиан в 1902 година в селото има 10 сръбски патриаршистки къщи. По данни на секретаря на Българската екзархия Димитър Мишев („La Macédoine et sa Population Chrétienne“) в 1905 година всичките 24 християнски жители на Шемшево са българи екзархисти.
При избухването на Балканската война в 1912 година 1 човек от Шемшево е доброволец в Македоно-одринското опълчение.
Според Афанасий Селишчев в 1929 година Шемшево е център на община с девет села и има 43 къщи с 554 жители българи и албанци.
По време на българското управление във Вардарска Македония в годините на Втората световна война, Борис Н. Балабанов от София е български кмет на Шемшево от 22 август 1941 година до 24 август 1942 година. След това кмет е Кръстю Васев Илиовски от Скопие (12 май 1943 - 27 декември 1943 и 10 март 1944 - 12 август 1944).
Според преброяването от 2002 година Шемшево има 1737 жители.
| Националност | Всичко |
| македонци    | 113    |
| албанци      | 1616   |
| турци        | 4      |
| роми         | 0      |
| власи        | 0      |
| сърби        | 0      |
| бошняци      | 0      |
| други        | 4      |

## Личности
Родени в Шемшево
- Абдилаким Адеми (р.1969), политик от Северна Македония, министър
- Костадинка Георгиевска (р. 1952), писателка от Северна Македония и Германия
- Илия Митрев Зафиров, македоно-одрински опълченец, 1 рота на 9 скопска дружина[9]